# Laura Madigan
Laura Madigan, ursprungligen Eleonora Cecilia Christina Maria Olsen, född 25 mars 1849 i Billnäs bruk, Finland, död 4 november 1918 i Limhamn, var en norsk-svensk cirkusartist (konstryttarinna) och cirkusdirektör, mor till Elvira Madigan.

## Biografi
Födelsedatum är obekräftat eftersom hon inte kunnat anträffas i den finska folkbokföringen; andra datum förekommer i sekundära källor. Föräldrar var de norska cirkusartisterna Olaj Elias Olsen (1819-1862) och Anemaria Olsen (1818-1908). Barndomen tillbringade hon i Finland och Sverige. År 1867 turnerade hon med den franske cirkusdirektören Didier Gautiers Cirque du Nord i Danmark och norra Tyskland. Där lärde hon känna den danske cirkusartisten Frederik Jensen (f. 1845), som blev far till den dotter, Hedvig, som föddes i Flensburg den 4 december 1867. Hedvig blev sedermera känd som Elvira Madigan. Föräldrarna var inte gifta med varandra.
Cirkusens turné fortsatte till Danmark, där tycks hon ha lämnat Gautiers cirkus och Hedvigs far för att istället arbeta på Cirkus Renz i Tyskland och Österrike. Samtidigt började hon använda artistnamnet Fröken Ulbinska. I Berlin födde hon den 30 mars 1871 sitt andra barn, en pojke som fick namnet Richard Heinrich Olsen, sedermera cirkusartist med namnet Oscar Madigan (1871-1929). Fadern till detta barn är okänd. Var hon arbetade åren 1873-1874 är okänt; hon skulle sedermera hävda att hon varit verksam i Amerika, men detta har inte kunnat bekräftas. År 1875 återfinns hon på Cirkus Myers i Österrike och Tyskland. Där lärde hon känna den amerikanske cirkusartisten John Madigan, som blev hennes livspartner.
Paret flyttade till den franske cirkusdirektören François Loissets Cirque de Paris, som turnerade först i norra Tyskland, men under åren 1876-1877 i Skandinavien. Där började också dottern Hedvig att uppträda i manegen. När Loisset avled i Norrköping sommaren 1877 upplöstes hans cirkus, och familjen Madigan flyttade till Ryssland, mesta tiden tillbringades på Cinisellis cirkus i Sankt Petersburg och på Hinnés cirkus i Moskva. Sommaren 1879 drev familjen ett eget litet cirkusföretag i Finland, nu med dottern Hedvig som lindansös under artistnamnet Elvira Madigan. Elvira blev under 1880-talet en av europeisk cirkus stora stjärnor, och familjen turnerade över stora delar av Europa med Elvira och fosterdottern Gisela Brož som dragplåster.
Våren 1887 startade familjen återigen en egen cirkus, denna gång i Danmark. Från oktober samma år fortsatte turnén i Sverige, nu utan fosterflickan Gisela. I januari 1888 besöktes Kristianstad, där föreställningarna sågs av bland andra dragonlöjtnanten Sixten Sparre. Denne blev häftigt förälskad i dottern Elvira och började brevväxla med henne utan föräldrarnas vetskap. Sparre lyckades i maj 1889 övertala Elvira att lämna familjen och cirkusen för honom. Efter knappt två månader tillsammans mördade han Elvira, varpå han begick självmord. Händelsen blev ett oerhört svårt slag för familjen.
Cirkus Madigan fortsatte att turnera, huvudsakligen i Sverige. 1891 födde Laura Madigan sitt tredje barn, dottern Motalia. Barnet dog emellertid efter mindre än ett år; senare under år 1892 gifte sig Laura med John Madigan. Sommaren 1897 i Gävle utbröt en eldsvåda i den byggnad där familjen logerade. John Madigan fick svåra brännskador och avled efter två dagar, den 23 augusti 1897. Resten av familjen undkom oskadda. Laura drev själv cirkusen vidare, men år 1902 sålde hon verksamheten till Henning Orlando, som varit lärpojke på cirkusen sedan hösten 1889. Orlando fortsatte verksamheten under namnet Cirkus Orlando till 1938. Laura Madigan slog sig ned i Limhamn, där hon levde till sin död 1918. Hon ligger begravd på Sankt Peters Klosters kyrkogård i Lund tillsammans med sin mor Anemaria och dottern Motalia.